# Wordfast
Назва Wordfast використовується для будь-якого з ряду продуктів, базованих на пам'яті перекладів, розроблених компанією Wordfast LLC.  Оригінальний продукт Wordfast, який тепер називається Wordfast Classic, був розроблений Івом Шамполйоном у 1999 році як дешевша альтернатива Trados, відомій програмі на основі пам'яті перекладів. Поточні продукти Wordfast працюють на різних платформах, але використовують переважно сумісні формати пам'яті перекладів, і часто також мають подібні робочі процеси. Програмне забезпечення є найбільш популярним серед перекладачів-фрілансерів, хоча деякі продукти також підходять для корпоративних середовищ.
ТОВ Wordfast LLC базується в штаті Делавер, США, хоча більша частина розробки відбувається у Парижі, Франція. Окрім цих двох місць, у Чехії є також центр підтримки. У компанії працює близько 50 працівників.

## Історія
Розробка версії Wordfast 1 (тоді її називали просто Wordfast) розпочав Ів Шампольйон у 1999 році у Парижі, Франція. Він складався з набору макросів, які працювали всередині Microsoft Word, версія 97 або новішої. На той час у текстовому редакторі Microsoft Word працювали й інші програми з пам'яттю перекладів, наприклад Trados.
До кінця 2002 року цей інструмент на базі MS Word (тепер відомий як Wordfast Classic) був безкоштовним. Завдяки «народному телеграфу» Wordfast виріс і став другим за популярністю програмним забезпеченням ТМ серед перекладачів.
У 2006 році компанію Wordfast LLC заснували Філіп Шоу та Елізабет Елтінг, також співвласники перекладацької компанії TransPerfect. У липні 2006 р. Пан Шампольйон продав усі права в комп'ютерній програмі Wordfast Server компанії Wordfast LLC. З цього часу Wordfast є єдиним власником усіх прав власності та інтересів, включаючи авторські права, в Коді сервера Wordfast. З тих пір Шамполйон, маючи звання засновника та головного творця, також був генеральним директором  та президентом компанії Wordfast LLC.
У січні 2009 року Wordfast випустив Wordfast Pro, автономний інструмент TM на основі Java.
У травні 2010 року Wordfast випустив безкоштовний онлайн-інструмент, відомий як Wordfast Anywhere. Цей інструмент дозволяє перекладачам працювати над проєктами практично з будь-якого пристрою з підтримкою Інтернету, включаючи смартфони, КПК та планшети. До липня 2010 року 5000 користувачів зареєструвались  у Wordfast Anywhere, а до листопада 2010 року їх кількість становила 10 000.
У квітні 2016 року Wordfast випустив Wordfast Pro 4, основне оновлення свого автономного інструменту TM на основі Java. Цей інструмент включає розширені функції управління перекладами, включаючи редактор WYSIWYG, можливість створення багатомовних пакетів перекладів, забезпечення якості в режимі реального часу та потужний фільтр редактора перекладів. Оновлення до Wordfast Pro 4 під назвою «Wordfast Pro 5» було випущено в квітні 2017 року, в основному, покращивши продуктивність.

## Продукти

### Wordfast Classic (WFC)
Wordfast Classic (WFC) написаний на Visual Basic і працює в Microsoft Word. Він підтримує Word 97 або новішу версію на будь-якій платформі, хоча деякі функції, присутні в останніх версіях WFC, працюють лише у вищих версіях Microsoft Word.
Коли документ перекладається за допомогою WFC, він тимчасово перетворюється на двомовний документ, додаючи символи, що обмежують сегменти, і зберігаючи як вихідний, так і цільовий текст в одному файлі. Потім вихідний текст та роздільники сегментів видаляються з файлу в процесі, який називається «очищення». З цієї причини двомовний формат файлу часто називають «неочищеним файлом». Цей робочий процес подібний до роботи Trados 5, WordFisher, Logoport та Metatexis.
WFC може обробляти такі формати: будь-який формат, який може читати Microsoft Word, включаючи текстові файли, документи Word (DOC / DOCX), Розширений текстовий формат (RTF), RTF із тегами та XML . Раніше версії WFC могли перекладати файли Microsoft Excel (XLS / XLSX) та PowerPoint (PPT / PPTX) безпосередньо, але ця функція відсутня в останній версії. Користувачам поточної версії WFC, яким потрібно перекласти файли Excel та PowerPoint, потрібно використовувати демонстраційну копію Wordfast Pro 3 або 5 для створення проміжного формату файлу. WFC не пропонує прямої підтримки форматів OpenDocument, оскільки в поточних версіях Microsoft Word відсутні фільтри імпорту для файлів OpenDocument.
WFC активно розробляється, регулярно оновлюється, а остання основна версія — 8.

#### Історія
Перша версія Wordfast Classic називалася Wordfast версія 1 і була розроблена Івом Шамполіоном. Вона був розповсюджена серед громадськості у 1999 році.
Версію 2 використовувало бюро перекладів Linguex, яке придбало 9-місячне ексклюзивне право користування для власного персоналу та пов'язаних фрілансерів наприкінці 1999 р.  За цей час Wordfast було розширено такими функціями, як заснований та глосарійний контроль якості та підтримка мережі. Після того, як компанія Linguex перестала існувати, версія 3 Wordfast була оприлюднена для широкого загалу, як безкоштовний інструмент з обов'язковою реєстрацією.
У середині 2001 року розробники Wordfast підписали угоду про спільне підприємство з перекладацькою групою Logos для розповсюдження програми нещодавно створеною британською компанією під назвою Champollion Wordfast Ltd.  Спільне підприємство припинило свою діяльність у серпні того ж року, коли партнери не змогли поділитися своїм вихідним кодом програмного забезпечення з розробником Wordfast, незважаючи на те, що отримали доступ до вихідного коду Wordfast через перехоплення електронної пошти розробників.  Протягом ряду років після закінчення спільного підприємства Logos продовжував розповсюджувати стару версію Wordfast зі свого вебсайту www.wordfast.org  і стверджував, що право на назву «Wordfast» або розповсюдження нових його версій належало їм.
Спочатку версія 3 була безкоштовною, з обов'язковою реєстрацією, із використанням серійного номера, створеного комп'ютером користувача. У жовтні 2002 року Wordfast став комерційним продуктом із трирічними ліцензіями за ціною 170 євро для користувачів із багатих країн та 50 євро (пізніше 85 євро) для користувачів з інших країн.

### Wordfast Anywhere (WFA)
Wordfast Anywhere (WFA) — це безкоштовна версія Wordfast на основі браузера з робочим процесом та користувальницьким інтерфейсом, подібним до Wordfast Classic. Незважаючи на те, що послуга безкоштовна, застосовуються певні обмеження, зокрема обмеження на завантаження файлів до 2 МБ (хоча файли можуть бути заархівовані) та обмеження на 10 документів, над якими одночасно можна працювати.
Політика конфіденційності WFA полягає в тому, що всі завантажені документи залишаються конфіденційними та не передаються. Користувачі можуть за бажанням використовувати машинний переклад та доступ до великої пам'яті загальнодоступних перекладів, лише для читання.
Окрім того, що WFA можна використовувати на планшетах, таких як Windows Mobile, Android та Palm OS, WFA також доступний як додаток для iPhone.  WFA має вбудоване оптичне розпізнавання символів PDF-файлів.
WFA може обробляти документи Word (DOC / DOCX), Microsoft Excel (XLS / XLSX), PowerPoint (PPT / PPTX), Rich Text Format (RTF), Text (TXT), HTML, InDesign (INX), FrameMaker (MIF), TIFF (TIF / TIFF) і PDF-файл, який можна редагувати та підтримувати OCR. Він не пропонує підтримку форматів OpenDocument. Хоча переклад здійснюється в середовищі браузера, користувачі також можуть завантажувати незавершені переклади у двомовному форматі TXLF Wordfast Pro 5, а також у форматі двомовного огляду, який може оброблятися багатьма іншими сучасними інструментами CAT.
Користувачі Wordfast Classic та Wordfast Pro 3 і 5 можуть підключатися до пам'яті перекладів та глосаріїв, що зберігаються на Wordfast Anywhere, безпосередньо з відповідних програм.

#### Історія
Wordfast Anywhere був випущений у травні 2010 р. хоча версії для розробки були у загальному доступі ще в травні 2009 р.  До того, як продукт вперше був випущений, не було впевненості, чи він залишиться безкоштовною послугою після випуску.
Можливість OCR для файлів PDF була додана до Wordfast Anywhere у квітні 2011 року. Wordfast Anywhere став доступним як додаток для iPhone у 2012 році.

### Wordfast Pro 3 (WFP3)
Wordfast Pro 3 (WFP3) — це самостійний, мультиплатформений (Windows, Mac, Linux) інструмент пам'яті перекладів з набагато подібними функціями, як Wordfast Classic та інші основні інструменти CAT. WFP3 використовує двомовний посередницький формат під назвою TXML, який є простим форматом XML. WFP3 витягує весь перекладний вміст із вихідних файлів і зберігає його у файлі TXML, який перекладено у WFP3. Після завершення перекладу WFP3 об'єднує файл TXML з оригінальним вихідним файлом, щоб створити перекладений цільовий файл.
WFP3 може експортувати незавершені переклади у двомовний файл огляду, який є файлом DOC Microsoft Word, та знову імпортувати оновлений вміст із того самого формату.
WFP3 може обробляти документи Word (DOC / DOCX), Excel (XLS / XLSX), PowerPoint (PPT / PPTX), Visio (VSD / VDX / VSDX), портативні файли об'єктів (PO), формат текстового тексту (RTF), текст (TXT), HTML (HTML / HTM), XML, ASP, JSP, Java, InDesign (INX / IDML), InCopy (INC), FrameMaker (MIF), Quark (TAG), Xliff (XLF / XLIFF), SDL Trados (SDLXLIFF / TTX) та редагований PDF . Він не пропонує підтримку форматів OpenDocument.
WFP3 використовує ту саму пам'ять перекладів та формат глосарію, що і Wordfast Classic. WFP3 та WFP5 можна встановити на одному комп'ютері.

#### Історія
Програма, яку в даний час називають «Wordfast Pro 3», спочатку називалася «Wordfast Pro 6.0», оскільки останньою версією Wordfast Classic на той час була версія 5. Однак після того, як Wordfast Classic перейшов до версії номер 6, Wordfast Pro's нумерацію версій було перезапущено.
Попередня пробна версія була доступна з кінця 2008 року, а перша версія випуску була в січні 2009 року. Версія 2 була випущена до середини 2009 року, а версія 3 стала доступною на початку 2012 року. Поточна основна версія, 3.4, була випущена 15 квітня 2014 р. WFP3 все ще доступний на вебсайті Wordfast, а ліцензія на «Wordfast Pro 5» включає окрему ліцензію на WFP3, але розробка цього продукту припинена.

### Wordfast Pro 5 (WFP5)
Wordfast Pro 5 (WFP5) — це самостійний, мультиплатформенний (Windows, Mac, Linux) інструмент пам'яті перекладів, що має багато подібних функцій, як в інших основних інструментах CAT. WFP5 використовує двомовний посередницький формат під назвою TXLF, який є повністю сумісним варіантом XLIFF. WFP5 витягує весь перекладний вміст із вихідних файлів і зберігає його у файлі TXLF, який перекладено у WFP5. Після завершення перекладу WFP5 об'єднує файл TXLF з оригінальним вихідним файлом, щоб створити перекладений цільовий файл.
WFP5 може обробляти документи Word (DOC / DOCX), Excel (XLS / XLSX), PowerPoint (PPT / PPTX), Visio (VSD / VDX / VSDX), портативні файли об'єктів (PO), формати текстового тексту (RTF), текст (TXT), HTML (HTML / HTM), XML, ASP, JSP, Java, JSON, Framemaker, InDesign (INX / IDML), InCopy (INC), FrameMaker (MIF), Quark (TAG), Xliff (XLF / XLIFF), TXLF та SDL Trados (SDLXLIFF / TTX). Він не пропонує підтримку форматів OpenDocument.
WFP5 пропонує можливість псевдо WYSIWIG. Формати пам'яті перекладів та глосарії не сумісні з форматами Wordfast Pro 3 та Wordfast Classic. WFP5 не має деяких функцій, які присутні в Wordfast Pro 3, але також має безліч функцій, яких немає в Wordfast Pro 3.

#### Історія
У грудні 2003 року компанія Wordfast випустила бета-версію повністю переробленої версії Wordast Pro 4, і оголосила, що нова версія вийде на початку 2004 року.  Зрештою, Wordfast Pro 4 вийшов лише в середині 2005 р.  Версія 5 вийшла у квітні 2017 р.

### PlusTools
Це набір безкоштовних інструментів, що працюють у Microsoft Word, розроблених, щоб допомогти перекладачам Wordfast Classic виконувати певні розширені функції, такі як вилучення та вирівнювання тексту.

### VLTM Project (Very Large Translation Memory)
Користувачі можуть використовувати вміст із дуже великої загальнодоступної Пам'яті Перекладу або створити приватну робочу групу, де вони можуть ділитися Перекладацькою Пам'яттю між перекладачами, з якими вони співпрацюють.

### Wordfast Server
Wordfast Server (WFS) — це захищений серверний додаток ТМ, який працює в поєднанні з Wordfast Classic, Wordfast Pro або Wordfast Anywhere, щоб забезпечити спільний доступ до перекладацької пам'яті в режимі реального часу між перекладачами, розташованими в будь-якій точці світу.
WFS підтримує пам'ять перекладів у форматі TMX або Wordfast TM (txt), використовує до 1000 TM, що містять 1 мільярд одиниць перекладу (TU) кожен, і одночасно обслуговує до 50 000 користувачів

## Підтримувані формати пам'яті перекладів та глосарію
Оригінальний формат пам'яті перекладу Wordfast був простим текстовим файлом, розділеним табуляцією, який можна відкривати та редагувати в текстовому редакторі . Продукти Wordfast також можуть імпортувати та експортувати файли TMX для обміну пам'яттю з іншими основними комерційними інструментами CAT. Оригінальний формат глосарію Wordfast був простим текстовим файлом, розділеним табуляцією. Ці формати і сьогодні використовуються Wordfast Anywhere, Wordfast Classic, Wordfast Server та Wordfast Pro 3 (лише для ТМ, а не глосарію). Wordfast Pro 5 використовує формат бази даних для ТМ та глосарій. Перехід до формату бази даних був зроблений для збільшення ТМ та обмежень розміру глосарію (наприклад, від 1 мільйона до 5 мільйонів одиниць перекладу), а також для покращення швидкості пошуку відповідності.
Продукти Wordfast також можуть імпортувати файли TBX для обміну термінологією з іншими основними комерційними інструментами CAT.
Продукти Wordfast можуть підтримувати різні ТМ та глосарії. Текстові ТМ можуть зберігати до 1 мільйона TU, а глосарії — до 250 000 записів кожен. В Wordfast Pro 5 TM можна зберігати до 5 мільйонів TU та глосарії понад 1 мільйон записів кожен.
Wordfast може використовувати серверні ТМ та отримувати дані з інструментів машинного перекладу (включаючи Google Translate і Microsoft Translator).

## Документація та підтримка
Вичерпні посібники користувача можна завантажити з вебсайту Wordfast. Wordfast Pro та Wordfast Anywhere також пропонують онлайн довідки. Користувачі можуть отримати доступ до вікі Wordfast, щоб отримати допомогу щодо початку роботи, поради та підказки, поширені запитання, тощо. Відео-підручники доступні на спеціальній сторінці Wordfast на YouTube.
Wordfast пропонує користувачам безкоштовну технічну підтримку з придбанням ліцензії. Користувачі також можуть отримати доступ до безкоштовних форумів підтримки від користувачів, що доступні десятками мов.

## Політика цін та ліцензування
WFC та WFP можна придбати окремо за 400 євро за ліцензію або разом як пакет за 500 євро за ліцензію. Спеціальні знижки доступні для користувачів у певних країнах.  Оптова знижка також застосовується для придбання 3 або більше ліцензій. Усі ліцензії Wordfast з дати придбання надають: безкоштовну підтримку електронною поштою; безкоштовне оновлення нових версій програмного забезпечення протягом трьох років; право переліцензувати програмне забезпечення, щоб воно працювало протягом трьох років.
Після закінчення 3-літнього періоду ліцензії користувачі можуть продовжити ліцензію ще на 3 роки за 50 % від стандартної роздрібної ціни ліцензії на момент поновлення.

## Авторське Право
Згідно з поданням суду у жовтні 2017 року до Верховного суду штату Нью-Йорк, після продажу Wordfast компанії Wordfast LLC, Wordfast дозволив використовувати серверний код Wordfast разом із торговою маркою Wordfast для використання перекладацькою компанією TransPerfect відповідно до невиключного ліцензія.  Позов оскаржує опікуна, призначеного суддею штату Делавер для продажу TransPerfect, звинувачуючи його у порушенні авторських прав або в піратстві кодексу, щоб покращити оцінку фірми.

## Зовнішні Посилання
- Official Wordfast Site (High-bandwidth) [Архівовано 4 січня 2010 у Wayback Machine.]
- Official Wordfast Site (Low-bandwidth) [Архівовано 30 жовтня 2006 у Wayback Machine.]
- Wordfast Anywhere Site [Архівовано 1 січня 2012 у Wayback Machine.]
- Yves Champollion [Архівовано 12 травня 2011 у Wayback Machine.]

### Групи Користувачів
- Wordfast Classic Yahoogroup [Архівовано 12 травня 2012 у Wayback Machine.]
- Wordfast Pro Yahoogroup[недоступне посилання]
- Wordfast Anywhere Yahoogroup [Архівовано 24 вересня 2013 у Wayback Machine.]